# Platypygus ridbundus
Platypygus ridbundus är en tvåvingeart som först beskrevs av Costa 1863.  Platypygus ridbundus ingår i släktet Platypygus och familjen svävflugor. Inga underarter finns listade i Catalogue of Life.